# 普萊尼察鄉
44°13′N 23°11′E / 44.217°N 23.183°E
普萊尼察鄉（羅馬尼亞語：Comuna Plenița, Dolj），是羅馬尼亞的鄉份，位於該國西南部，由多爾日縣負責管轄，面積89平方公里，海拔高度166米，2007年人口5,188，人口密度每平方公里59人。